# Thula
Thula és una vila històrica del Iemen a uns 45 km de Sanaa. Està dominada per una fortalesa inexpunable penjada a la muntanya des d'on es té una vista molt extensa de la rodalia. El nom derivaria segons la tradició de Thula ibn Lubakha ibn Akyan ibn Himyar al-Ashgar. Avui dia és capçalera d'un kada o districte.
Podria tenir origen himyarita. Ja existia al segle x i l'assenyala al-Hamdani, que només diu que era un hisn (fortalesa o castell) del marraniyyun dels Hamdan. Va incrementar la seva importància sota els aiúbides i els rassúlides. Però quan més importància va tenir fou sota els imanms zaydites en especial al-Mutahhar ibn Sharaf al-Din mort el 1572, que hi fou enterrat.
Fou visitada per Niebuhr al segle xviii i per Glaser el 188; aquest darrer la va considerar la segona vila del país i la va descriure amb precisió. Als darrers anys (2002) fou inclose en la llista de candidates a ser Patrimoni de la Humanitat de la UNESCO.